# سامارا (روسيا)

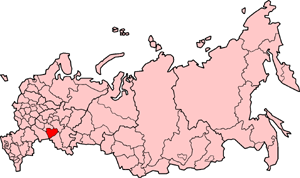
موقع سمارة

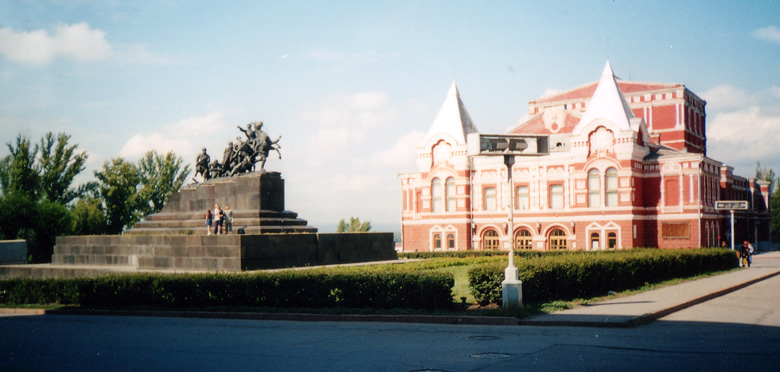
المسرح الدرامي في سمارة

سمارا (بالروسية: Самара) هي إحدى مدن روسيا في الكيان الفدرالي الروسي سمارا أوبلاست. هي سادس أكبر المدن الروسية وتقع في جنوب شرق الجزء الأوروبي من روسيا الاتحادية. هي العاصمة الإدارية لسمارة أوبلاست. سكانها نحو 1.2 مليوناً. يعود تاريخ تأسيس المدينة إلى عام 1586 حيث كانت مجرد حصن بادئ الأمر. مدينة سمارة وضواحيها ذات أهمية كبيرة حيث توجد بها مصانع للسيارات (انظر أوتوفاز) والآلات والفضاء والألومنيوم والكيماويات والنفط. تقع المدينة على ضفاف نهر الفولغا، في عهد الاتحاد السوفياتي كانت المدينة مقراً لتطوير وصناعة الأسلحة، أما الآن أصبحت المدينة مركزاً للتعليم والبحث العلمي المتطور.
تقع مدينة سامارا في جنوب شرق الجزء الأوروبي من روسيا الاتحادية وهي المركز الإداري لمقاطعة سمارا. وتعتبر سامارا سادسَ أكبر المدن الروسية وإحدى أكثر مناطق البلاد تطورا من الناحيتين الاقتصادية والثقافية.
تقول إحدى الأساطير عن سامارا أنه في العام 1357 عندما كان بطريرك موسكو وسائر روسيا الكسي في رحلته إلى دولة الاورطة الذهبية التترية توقف بالقرب من مصب نهر سامارا للاستراحة، والتقى هناك الراهب الذي تنبأ بأنه ستقوم في هذا المكان بالذات مدينة سوف تشتهر بتمسك أهلها بالدين ولن يستطيع أي كان وفي أي وقت من الأوقات تخريبها.
وفي السياق ذاته، قال باحث التاريخ ألكسندر زافاشني «وجد الإنسان على هذه البقعة من الأرض قديما جدا، فقد اكتشف علماء الآثار أن الإنسان عاش هنا منذ 15 ألف عام، بالفعل كذلك لأن هذه المنطقة رائعة جدا جذبت إليها الناس من كافة القوميات والجنسيات».
واضاف الباحث زافاشني «من الألغاز أيضا نشوء تسمية الفولغا الذي حمل قديما اسم» را «، وليس عبثا ولدت أسطورة تسمية نهر سامارا والذي باسمه سميت المدينة بدمج كلمتي را إله الجمال قديما وساما التي تعني نفسها أي أنها هي نفسها جميلة. كما يجمع المؤرخون أن تسمية سمارا جاءت من جذور تركية الأصل».
يعود التاريخ الرسمي لتأسيس هذه المدينة 1586 إلى عام، فقد شيدت بأمر من القيصر فيودور ايوانوفيتش وتحت قيادة الأميرغريغوري زاسيكين قلعة لحماية حدود الدولة الروسية والطريق عبر نهر الفولغا من هجمات الرحل. وبعد مضي 100 سنة تحول الحصن إلى مدينة في عهد القيصر بطرس الأكبر. وكانت سامارا على مر العصور حاضرة دائما في المحافل السياسية والثقافية والاقتصادية.
وبهذا الصدد، اضاف الباحث زافاشني "لعبت سامارا دور العاصمة الاحتياطية مرتين في التاريخ: الأولى عام 1918 كانت عاصمة للقوى المناهضة للثورة البلشفية، والثانية في أثناء الحرب الوطنية العظمى من عام1941 حتى عام 1943 انتقلت إليها الحكومة السوفيتية والسلك الدبلوماسي ومسرح البلشوي، وهنا أيضا أتم دميتري شستاكوفيتش سيمفونيته الـ7 المكرسة لمدينة لينينغراد المحاصرة، وفيها بالذات عزفت لأول مرة.
واما النصب التاريخي للصاروخ حامل مركبة الفضاء سيوز فهو علامة بارزة على انها مركز صناعي علمي هام في روسيا في إنتاج المعادن والمعدات الثقيلة والنفط والصناعات الفضائية والطيران والصناعات الغذائية ففيها أكثر من مئة وخمسين مصنعا ومعملا.
كما تفتخر سامارا بمؤسساتها التعليمية العالية التي بلغ عددها أكثر من 35 مؤسسة، وبمسارحها وبالعديد من المتاحف القيمة التي تتحدث عن تاريخ المدينة والإقليم.
سامارا اليوم مدينة المسارح والمتاحف والمهرجانات الموسيقية الغنائية الصيفية. ولها شعارها الموسيقي الشعبي المتمثل في أغنية "يا سامارا، يا بلدتي" الشعبية المرحة التي ترددت في أوائل القرن العشرين".

## متحف ألابين
في عام 1886 طرح بيوتر آلابين محافظ مدينة سمارا على مجلس الدوما للمدينة إنشاء متحف عام، على شرف الإمبراطور ألكسندر الثاني. وفي عام 1993 أطلق اسم آلابين على متحف تاريخ إقليم سمارا الروسي وذلك تخليدا لذكراه.
ويتضمن المتحف وهو واحد من أكبر المتاحف في منطقة الفولغا. معرضا عن تاريخ المنطقة منذ بناء قلعة سمارا عام 1586. وهناك جزء من المعرض مكرس للطبيعة في المقاطعة. كما يملك المتحف مجموعة من اللوازم والملابس الوطنية لشعوب منطقة الفولغا ولوحات إعلانية يعود تاريخها إلى فترة إقامة السلطة السوفيتية في هذا الإقليم وسنوات الحرب الوطنية العظمى.
ويوجد في المتحف أيضا مجموعة وثائق وكتب نادرة من القرن الثامن عشر حتى القرن العشرين، ومجموعة من الأسلحة لروسيا ودول الشرق والغرب أيضا في الحقبة من القرن الرابع عشر حتى القرن العشرين.

## وصلات خارجية
- مدينة سامارا: تاريخ عريق ومستقبل واعد